# Otto Kahler
Otto Kahler (8. ledna 1849, Praha - 24. ledna 1893, Vídeň) byl česko-rakouský lékař, patolog, profesor vnitřního lékařství na německé univerzitě v Praze. V roce 1889 ve Všeobecné nemocnici v Praze popsal případ mnohočetného myelomu s nefrotickou proteinurií. Mnohočetný myelom je od té doby nazýván Kahlerovou chorobou. Kromě myelomu popsal syringomyelii. Spolu s dalším významným pražským badatelem, prvním přednostou německé psychiatrické kliniky v Praze Arnoldem Pickem anatomicky zkoumal nervovou soustavu. Spolu definovali tzv. Kahler-Pickův zákon, který popisuje uspořádání kořenových vláken v zadních sloupcích míchy.